# Нацистська пропаганда

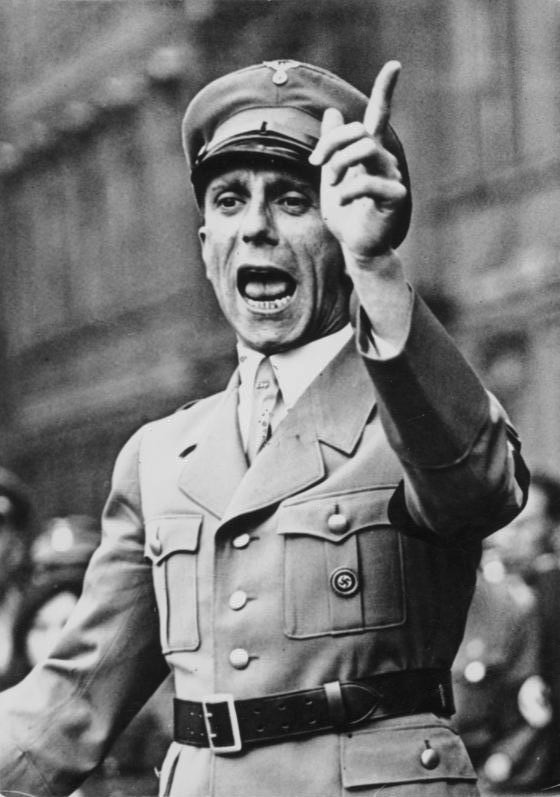
Йозеф Геббельс, голова Міністерства громадської просвіти та пропаганди нацистської Німеччини

Пропаганда, яку використовувала німецька нацистська партія в роки, що передували та під час диктатури Адольфа Гітлера в Німеччині з 1933 по 1945 рік, була ключовим інструментом для здобуття та збереження влади, а також для реалізації нацистської політики.

## Теми
Нацистська пропаганда пропагувала нацистську ідеологію, демонізуючи ворогів нацистської партії, зокрема євреїв і комуністів, а також капіталістів та інтелектуалів. Вона пропагувала цінності, які стверджували нацисти, включаючи героїчну смерть, Führerprinzip (принцип вождя), Volksgemeinschaft (народну спільноту), Blut und Boden (кров і земля) і гордість за німецьку Herrenvolk (расу панів). Пропаганда також використовувалася для підтримки культу особистості навколо нацистського лідера Адольфа Гітлера та для просування кампаній за євгеніку та анексію німецькомовних областей. Після початку Другої світової війни нацистська пропаганда ганьбила ворогів Німеччини, зокрема Сполучене Королівство, Радянський Союз і Сполучені Штати, а в 1943 році закликала населення до тотальної війни.

## Історія

### Моя боротьба(1925)
Адольф Гітлер присвятив два розділи своєї книги 1925 року Моя боротьба, яка сама по собі є інструментом пропаганди, дослідженню та практиці пропаганди. Він стверджував, що засвоїв цінність пропаганди, будучи піхотинцем Першої світової війни, піддавшись дуже ефективній британській і неефективній німецькій пропаганді. Аргумент про те, що Німеччина програла війну в основному через зусилля британської пропаганди, докладно викладений у Mein Kampf, відображав поширені на той час німецькі націоналістичні претензії. Хоча це неправда – німецька пропаганда під час Першої світової війни була здебільшого більш просунутою, ніж британська – вона стала офіційною правдою нацистської Німеччини завдяки сприйняттю Гітлером.
Моя боротьба містить план пізнішої нацистської пропаганди. Оцінюючи свою аудиторію, Гітлер пише в VI розділі:
Пропаганда повинна завжди звертатися до широких народних мас. (...) Вся пропаганда повинна бути представлена в популярній формі і повинна фіксувати свій інтелектуальний рівень, щоб не бути вище голови найменшого інтелектуала з тих, на кого вона спрямована. (...) Мистецтво пропаганди полягає саме в тому, щоб уміти пробудити уяву публіки через звернення до її почуттів, знайти відповідну психологічну форму, яка приверне увагу і звернеться до сердець національних мас. Широкі народні маси складаються не з дипломатів чи професорів публічної юриспруденції, ані просто з осіб, здатних сформувати обґрунтоване судження в тих чи інших випадках, а з вагального натовпу людських дітей, які постійно вагаються між однією ідеєю та іншою. (...) Переважна більшість нації настільки жіноча за своїм характером і світоглядом, що її думки та поведінка керуються почуттями, а не тверезими міркуваннями. Це почуття, однак, не є складним, а простим і послідовним. Воно не дуже диференційоване, але містить лише негативні та позитивні поняття любові та ненависті, правильного та неправильного, правди та брехні.

### Рання нацистська партія (1919–1933)
Гітлер реалізував ці ідеї на практиці, відновивши Völkischer Beobachter, газету, що видавалась нацистською партією (NSDAP) з грудня 1920 року й надалі, тираж якої досяг 26,175 у 1929 році. У 1927 році до нього приєдналася «Der Angriff» Йозефа Ґеббельса, ще одна відверто й грубо пропагандистська газета.

### При владі (1933–1939)
Основним політичним та ідеологічним наріжним каменем нацистської політики було об’єднання всіх етнічних німців, які проживали за межами Рейху (наприклад, в Австрії та Чехословаччині), під єдиною Великою Німеччиною. У «Майн кампф» Гітлер засудив біль і страждання етнічних німців за межами Німеччини та проголосив мрію про спільну батьківщину, за яку всі німці повинні боротися. Упродовж «Майн Кампф» він підштовхував німців у всьому світі до того, щоб боротьба за політичну владу та незалежність була їхнім головним центром, що стало офіційним у політиці Хайм-ін-Рейху, починаючи з 1938 року.

### В часи війни (1939–1945)

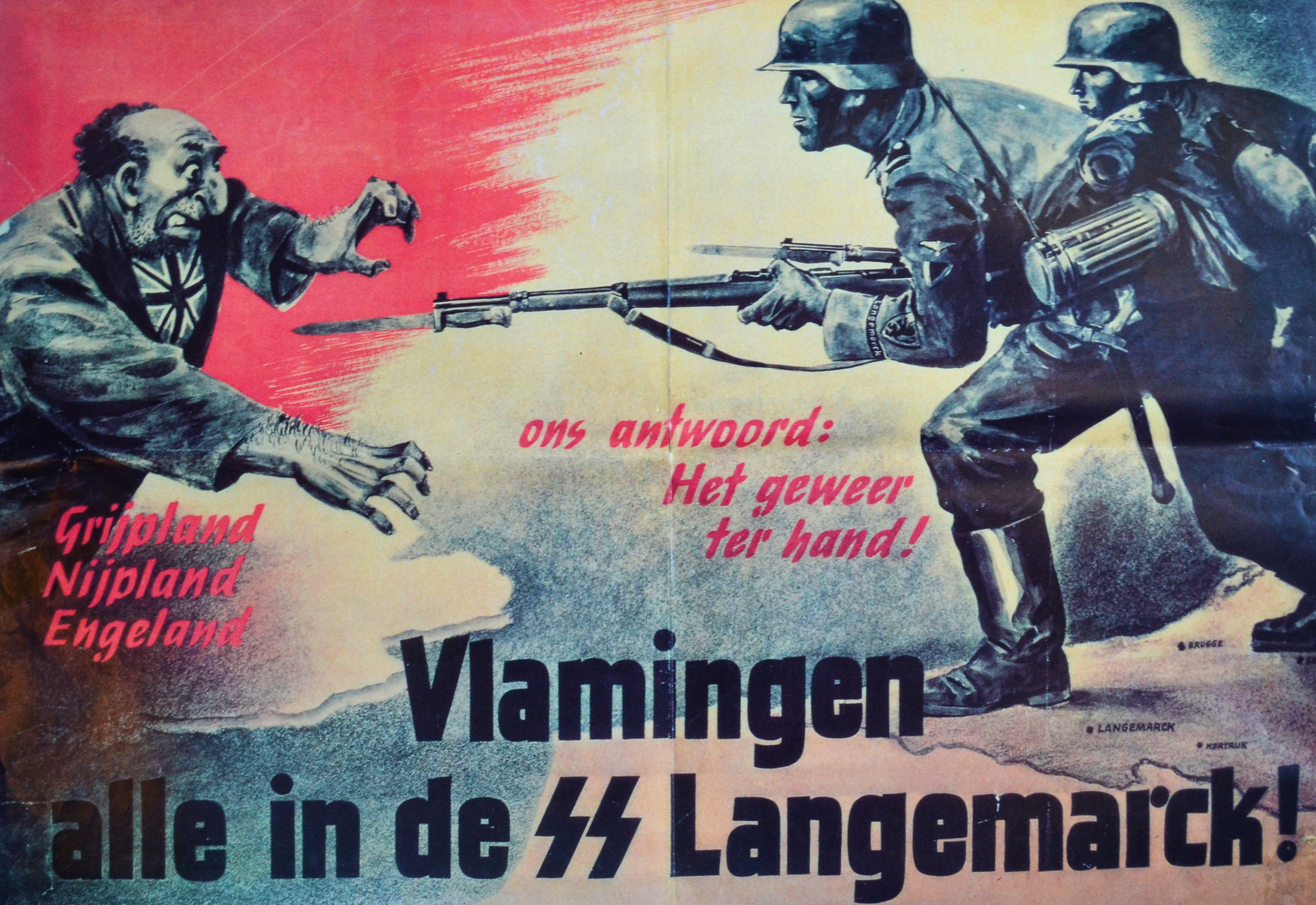
Агітаційний вербувальний плакат 27-ї добровольчої дивізії СС «Лангемарк» із заголовком «Фламандці всі в СС Лангемарк!»

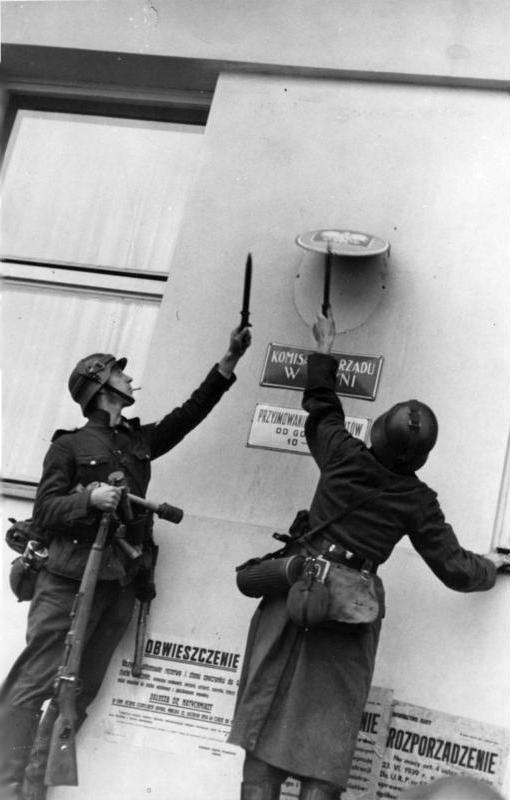
Солдати Вермахту демонтують символіку польського уряду в Гдині незабаром після вторгнення до Польщі в 1939 році.

До завершення Сталінградської битви 2 лютого 1943 року німецька пропаганда наголошувала на потужності німецької зброї та людяності, яку німецькі солдати виявляли до народів окупованих територій. Пілоти бомбардувальних флотів союзників були зображені як боягузливі вбивці, а американці, зокрема, як гангстери в стилі Аль Капоне. У той же час німецька пропаганда прагнула відчужити американців і британців один від одного, а обидві ці західні країни — від Радянського Союзу. Одним із головних джерел пропаганди був Вермахтберіхт, щоденна радіопередача Верховного командування Вермахту, OКВ. Перемоги нацистів легко піддавалися пропагандистським трансляціям, і на той момент з ними важко поводитися неправильно. Сатири на переможених, розповіді про напади та вихваляння полеглих — усе це було корисним для нацистів. Проте навіть на цій стадії з невдачами було непросто впоратися. Наприклад, значне збентеження викликало те, що «Королівський ковчег» вижив після нападу, який роздувала німецька пропаганда.
Геббельс доручив нацистським пропагандистам описати вторгнення до Радянського Союзу (операція «Барбаросса») як «європейський хрестовий похід проти більшовизму», а потім нацисти сформували різні підрозділи Ваффен-СС, які складалися переважно з добровольців і призовників.
Після Сталінграда головна тема змінилася на Німеччину як головного захисника того, що вони називали «західноєвропейською культурою», проти «більшовицьких орд». Введення «зброї помсти» Фау-1 і Фау-2 наголошувалося на тому, щоб переконати британців у безнадійності перемоги над Німеччиною.

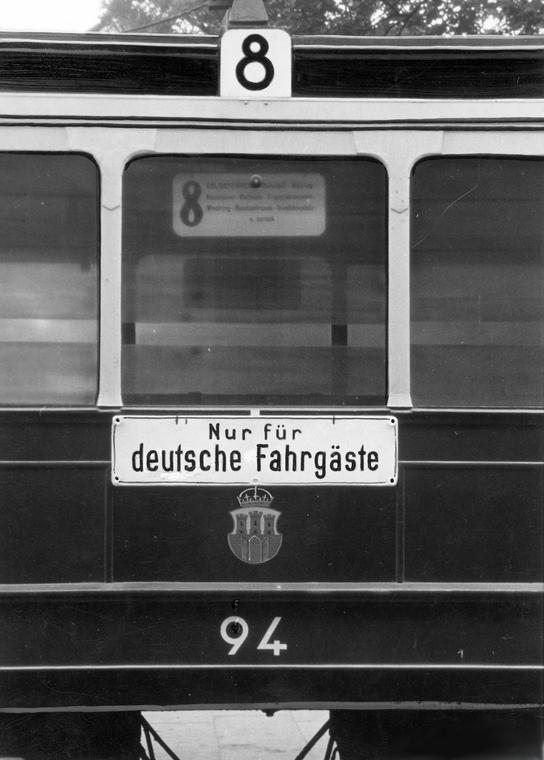
Nur für deutsche Fahrgäste («Тільки для німецьких пасажирів»), нацистське гасло, яке використовувалося на окупованих територіях, в основному вивішувалося біля входів у парки, кафе, кінотеатри, театри та інші заклади.

23 червня 1944 року нацисти дозволили Червоному Хресту відвідати концентраційний табір Терезієнштадт, щоб розвіяти чутки про Остаточне рішення, яке мало на меті вбити всіх євреїв. Насправді Терезієнштадт був транзитним табором для євреїв, які прямували до таборів смерті. У рамках витонченої пропаганди були створені фальшиві магазини та кафе, щоб натякати, що євреї жили у відносному комфорті. Гості насолоджувалися виконанням дитячої опери «Брундібар» за сценарієм в’язня Ганса Краси. Містифікація була настільки успішною для нацистів, що вони зняли пропагандистський фільм «Терезієнштадт». Зйомки фільму почалися 26 лютого 1944 року. Режисер Курт Геррон мав на меті показати, як добре жили євреї під «доброзичливим» захистом нацистської Німеччини. Після зйомок більшість акторів і навіть самого режисера було депортовано до концентраційного табору Аушвіц, де вони були вбиті. Ганс Фріче, який очолював Радіопалату, був засуджений і виправданий Нюрнберзьким трибуналом у справах про військові злочини.
 

## Подальше читання
- Herf, Jeffrey (2005). The "Jewish War": Goebbels and the Antisemitic Campaigns of the Nazi Propaganda Ministry. Holocaust and Genocide Studies. 19 (1): 51—80. doi:10.1093/hgs/dci003.
- Tyaglyy, M. I. (2004). The Role of Antisemitic Doctrine in German Propaganda in the Crimea, 1941–1944. Holocaust and Genocide Studies. 18 (3): 421—459. doi:10.1093/hgs/dch087.